# FC Metalurg Pernik
El FC Metalurg Pernik (en búlgaro: ФК Металург) es un equipo de fútbol de Bulgaria que alguna vez jugó en la A RFG, cuarta división de fútbol en el país.

## Historia
Fue fundado en 1957 en la ciudad de Pernik con el nombre Zavod Stalin tras la fusión de los equipos locales Stroitel y Torpedo.
En 1963 cambia su nombre por su denominación actual,mismo año en el que gana por primera vez el ascenso a la B PFG (segunda división). Fue hasta finales de la década de los años 1990 que consigue jugar por primera vez en la A PFG, donde terminaron en décimo lugar en su primera temporada.
Al finalizar la temporada 1998/99 el club se fusiona dentro del FC Minjor, que también jugaba en la A PFG y que también era de la ciudad de Pernik para que la ciudad tuviese un solo representante en la primera división, aunque el club más bien se mudó a la ciudad de Radomir y se fusiona con el Strumska.
El club desaparece en 2008 mientras jugaba en la tercera división, pero cinco años después el club es refundado como equipo de cuarta división y regresa a la ciudad de Pernik.